# Pintic, Cluj
Pintic (în maghiară Románpéntek sau Oláhpéntek) este o localitate componentă a municipiului Dej din județul Cluj, Transilvania, România.

## Istoric

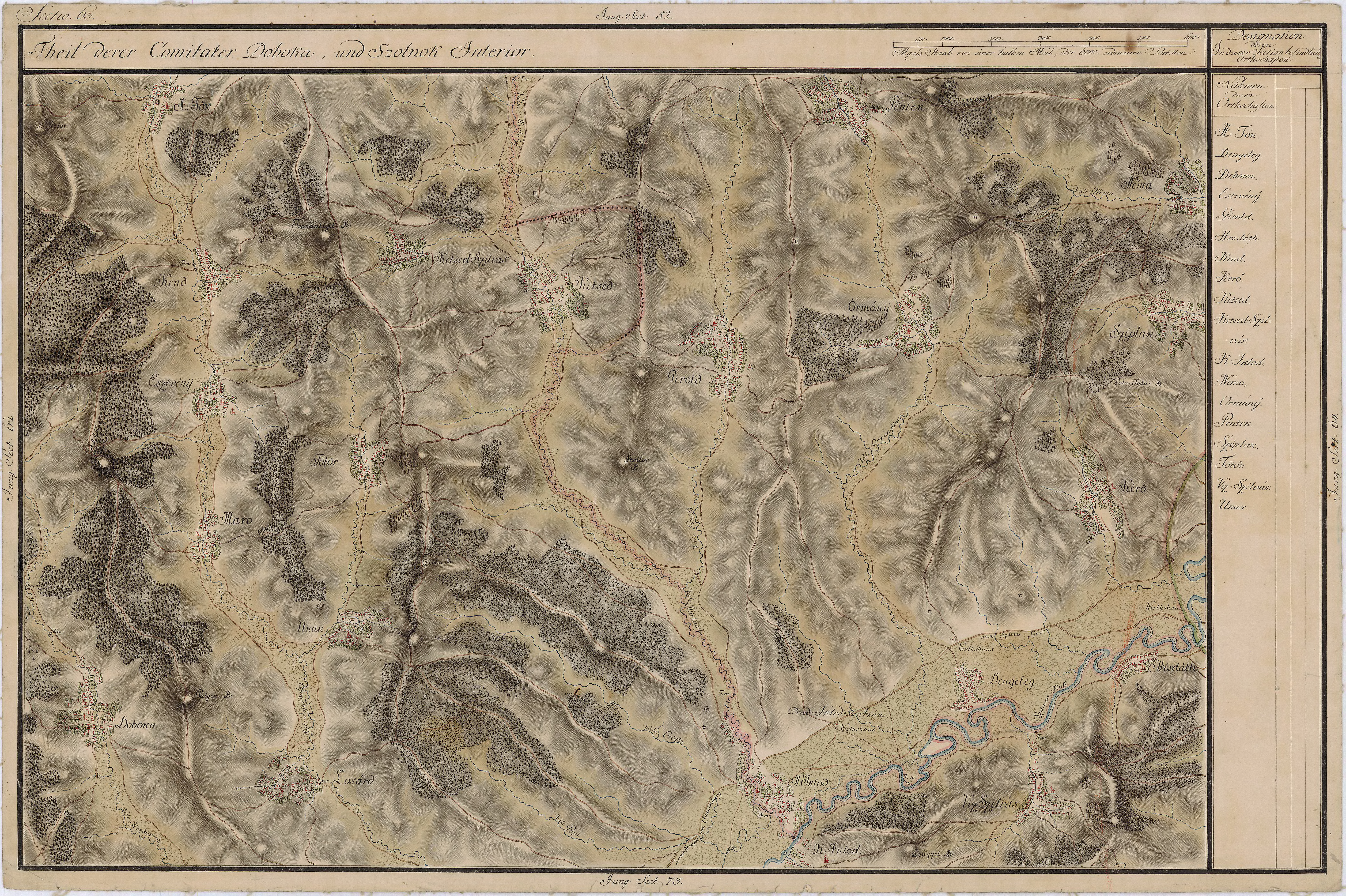
Pintic pe Harta Iosefină a Transilvaniei, 1769-1773

Așezare locuită în perioada Daciei romane, fiind găsite urmele unei "villa rustica". Numele satului a apărut pentru prima dată în 1292 ca Péntek.

## Personalități
- Iosif Tarția (1819-1866), profesor de dogmatică la Blaj
- Nicolae Blatt (1890-1965), oftalmolog, profesor la Frankfurt

## Date geografice
În perimetrul acestei localități s-a pus în evidență prezența unui masiv de sare gemă și a unor izvoare sărate, saramura fiind întrebuințată din vechi timpuri de către localnici.

## Imagini

Iosif Tarţia